# Via Egnácia (Itália)
Via Egnácia (em latim: Via Egnatia) foi uma estrada construída pelos romanos na península Itálica em data desconhecida como uma ramificação da Via Ápia, construída por Ápio Cláudio Cego em 312 a.C.. Partindo de Benevento, atingiu o norte através da terra dos hirpinos para Equotútico, entrou na Apúlia em Écas e passou através de Herdônia, Canúsio e Rubos. Dali, alcançou o mar Adriático em Bário e seguiu a costa através de Egnácia para Brundísio. Sabe-se que Horácio percorreu seu trajeto.